# Брустуроаса
Брустуроаса (рум. Brusturoasa) — село у повіті Бакеу в Румунії. Входить до складу комуни Брустуроаса.
Село розташоване на відстані 231 км на північ від Бухареста, 56 км на захід від Бакеу, 128 км на південний захід від Ясс, 105 км на північний схід від Брашова.

## Населення
За даними перепису населення 2002 року у селі проживали 1313 осіб, з них 1312 осіб (99,9%) румунів. Усі жителі села рідною мовою назвали румунську.